# Тепеш, Миран
 Миран Тепеш  (словен.  Miran Tepeš , род. 25 апреля 1961 года в Любляне, Словения) — югославский прыгун с трамплина, спортивный функционер. Серебряный призёр Зимних Олимпийских игр 1988 года в составе сборной Югославии в командных соревнованиях.

## Карьера
Миран Тепеш дебютировал в Кубке Мира по прыжкам на лыжах с трамплина 30 декабря 1979 года в немецком Оберсдорфе. Показав хорошие результаты был призван защищать цвета югославского флага на Зимних Олимпийских играх 1980 года в Лейк-Плесиде, где он занял 40 место на большом трамплине и 42 место на нормальном трамплине. На домашних Олимпийских Играх в Сараево лучшим местом стало 27 на нормальном трамплине. Первый подиум (2 место) словенец завоевал 23 февраля 1985 года на гигантском трамплине в Гаррахове. Зимние Олимпийские Игры 1988 года в канадском Калгари стали самыми успешными для словенца. В составе команды Югославии он завоевал серебряную медаль, а личных соревнованиях показал 10 место на большом трамплине и в шаге от медали (4 место) остановился на нормальном. Девять раз Миран Тепеш поднимался на пьедестал почета на этапах Кубка Мира (7 вторых мест и два третьих), однако победа так ему и не досталась. Последний прыжок совершил в родной Планице 29 марта 1992 года. После завершения спортивной карьеры Миран Тепеш перешёл работать в Международную федерацию лыжного спорта. Сейчас в должности спортивного функционера он отвечает за дачу разрешающего сигнала для старта прыгунов на Кубке Мира.

## Личная жизнь
У Мирана Тепеша спортивная семья. Его сын Юрий и дочь Аня пошли по его стопам и занимаются прыжками на лыжах. Словенец страстный моряк, два раза плавал вокруг света на своей парусной лодке "Skokica".